# ویرامانیکاتوانتورای
ویرامانیکاتوانتورای (به لاتین: Viramanikkatevanturai) یک منطقهٔ مسکونی در سری‌لانکا است که در استان شمالی (سری‌لانکا) واقع شده‌است.